# Museo civico di Belluno
El Museo civico di Belluno' es un museo ubicado en Belluno (Italia). Se encuentra en la Plaza de la Catedral, en lo que fue el Palacio del Collegio dei Giuristi, del siglo XVII.

## Historia de las colecciones
El Museo Civico di Belluno tiene su origen en la donación hecha en 1872 de la pinacoteca del médico de Belluno Antonio Giampiccoli, a la cual se añadieron la colección de antiguos bronces, monedas, medallas, manuscritos y libros de interés local de Florio Miari, los materiales científicos que ya se conservaban en el Gabinetto Provinciale Naturalistico ed Industriale instituido en 1837, los donados por el geólogo y naturalista Tomaso Antonio Catullo, la colección del ornitólogo Angelo Doglioni y la del botánico Alessandro Francesco Sandi y muchas otras donaciones. Para completar los testimonios de la historia de la ciudad y de la provincia, el primer comisario, Osvaldo Monti, Regio Ispettore Provinciale ai Monumenti e Scavi, incorporó los registros de las deliberaciones de la antigua Comunità di Belluno, que ya se conservaban en el palacio del Collegio dei Giuristi, del siglo XVIII, sede del Museo abierta al público en 1876.

## Colecciones

### Histórico-artísticas
La pinacoteca conserva una interesante colección de pinturas sobre tabla y sobre lienzo y frescos que datan desde el siglo XV al siglo XX. Se trata en su mayor parte de obras de artistas de Belluno o que fueron llamados a trabajar en el Bellunese.
En la primera planta, en la “Sala della Caminata” están expuestas las pinturas al fresco –fragmentarias– que Jacopo da Montagnana y Pomponio Amalteo compusieron entre fines del siglo XV y principios del siglo XVI para el Palazzo della Caminata, sede de la Comunità di Belluno, ubicado en la plaza principal, actual Piazza Duomo, reformado íntegramente y adaptado como sede del Tribunal Provinciale durante las primeras décadas del siglo XIX por el ingeniero Santi de la Imperial Regia Direzione delle Pubbliche Costruzioni.
También en esta planta están expuestas seis importantes obras de Sebastiano Ricci pertenecientes a las colecciones públicas, entre ellas el gran lienzo que representa la Caduta di Faetone.
La salita, que todavía existe y que está revestida con finos estucos en altorrelieve, contenía también otras obras de Sebastiano: cuatro lienzos ovales, actualmente dispersos, con representaciones de Apollo e Dafne, Pan e Siringa e amorini; y cuatro monocromos violetas, conservados hoy en día en la salita, realizados al óleo sobre muro con Diana e Atteone, Apollo e Marsia, La battaglia tra Lapiti e Centauri y una Baccanale. Las obras fueron encargadas al pintor con ocasión probablemente del nombramiento de Pietro Fulcis (1702) como “Caballero no profeso” de la Orden de Malta, orden cuyo emblema aparece en la decoración de estuco que ha sobrevivido.
En la sala del Museo están expuestas también otras tres pinturas del ciclo del Palazzo Fulcis, asimismo de Sebastiano Ricci, Ercole al bivio, Ercole e Onfale y Giobbe schernito, mientras que un fragmento del fresco La testa della Samaritana se encuentra en el acceso de la sala, único testimonio que pervive del ya perdido ciclo de frescos que decoraba el salón de Villa Belvedere de Belluno, del cual se conserva una descripción del siglo XIX debida a Osvaldo Monti (1819-1904).
En la segunda planta, la “Sala tavole” está ocupada por los trabajos de los belluneses Simone da Cusighe, Matteo Cesa, Giovanni da Mel e Cesare Vecellio; en ella hay además dos espléndidas Madonne con Bambino del vicentino Bartolomeo Montagna.
Se exponen también obras de Giambattista Pittoni L'Allegoria di Venezia,  Jacopo Palma il Giovane, Domenico Tintoretto, Francesco Frigimelica il Vecchio e il Giovane, Vittore Ghislandi, Agostino Ridolfi, Marco y Sebastiano Ricci, Gaspare Diziani, Giuseppe Zais, Alessandro Longhi, Giovanni De Min, Placido Fabris, Ippolito Caffi y Alessandro Seffer.
Colecciones:
- Ex votos
- Placas y pequeños bronces
- Dibujos y grabados desde el siglo XVII al siglo XX
- Joyas de la indumentaria típica de Belluno.
- Matrices de madera
- Porcelana, cerámica, tapices
- Monedas y Medallas

### Colección arqueológica
Alojada en dos habitaciones en la planta baja del edificio del Colegio de Juristas, las exposiciones que documentan la larga historia de la provincia desde el Paleolítico Medio hasta la Edad Media, el resultado de las excavaciones y descubrimientos realizados en la segunda mitad del 800.

#### Prehistoria
La primera sala, dedicada enteramente a la Prehistoria, expone los hallazgos más antiguos descubiertos en la provincia, provenientes del yacimiento de Campon di Monte Avena (Sovramonte), estudiado entre 1984 y 1987 por la Soprintendenza per i Beni Archeologici del Veneto (SBAV), el Istituto di Geologia dell’Università di Ferrara y el Museo di Belluno, con la colaboración de la Associazione Amici del Museo di Belluno. Cuatro campañas sucesivas de excavación han permitido en efecto documentar la presencia humana en el lugar desde al menos hace 40.000 años y han sacado a la luz un taller para la extracción y trabajo del pedernal que se remonta a 30.000 años atrás.
Entre otros contextos documentados en la exposición destaca la tumba de un cazador muerto en Val Cismon (BL) hace cerca de 12.000 años (finales del Paleolítico Superior) y enterrado en una fosa recubierta por algunas piedras pintadas en ocre rojo con motivos geométricos y naturalistas. En la misma sala hay una selección de hallazgos procedentes del yacimiento prehistórico del Col del Buson (valle del río Ardo – Belluno), todavía en curso de excavación bajo la dirección de la SBAV y la colaboración de los Amici del Museo di Belluno.

#### Edad del Hierro
Situado en el valle medio del Piave, el territorio bellunese durante la Edad del Hierro tuvo una importancia fundamental para las comunicaciones y el comercio entre las áreas alpinas, las zonas de colinas y la llanura, viendo así el desarrollo de asentamientos ligados al aprovechamiento de los recursos locales pero sobre todo vinculados a su posición “estratégica”. El Museo expone una selección de objetos de la necrópolis de Cavarzano, descubierta en la segunda mitad del siglo XIX a los pies del monte Serva, una serie de ajuares funerarios procedentes de sepulturas halladas en las cercanías de Belluno entre los años 30 y los años 60 del siglo XX y una llave de tradición centroeuropea de carácter votivo. Todos los restos expuestos se enmarcan en un arco cronológico que va desde el siglo VII a.C. al siglo V a.C.

#### Época romana
Belunum (Velunum), mencionada por Plinio el Viejo (III, 130-131) entre las Venetorum oppida, pasó a formar parte del Estado Romano en 89 a. C. y se convirtió en municipium probablemente en torno a la mitad del siglo I a.C. (entre el 49 y el 42 a. C.), aunque con seguridad lo fue ya en plena edad augústea (27 a. C.-14 d. C.). En la segunda sala del Museo se exponen los hallazgos provenientes de la ciudad y del territorio administrado por ella, además de una selección de materiales de la parte norte de la provincia, integrada a inicios de la época romana en el municipium y convertida más tarde en colonia de Iulium Carnicum (Zuglio – UD).

#### Época altomedieval
El Museo Civico di Belluno expone un interesante conjunto de piezas procedentes de múltiples lugares de la provincia, útil para enmarcar los principales acontecimientos del territorio en época altomedieval. Después de la caída del Imperio romano (476 d. C.), el Bellunese, como todo el Véneto, pasó a formar parte de la provincia Regio X Venetia et Histria, instituida a finales del siglo III por Diocleciano. Posteriormente, a finales del siglo V, se incorporó al reino de Italia gobernado por el ostrogodo Teodorico el Grande en nombre del emperador de Oriente; en la tercera década del siglo VI fue afectada por los sucesos de la guerra greco-gótica, a la cual siguió un breve dominio bizantino y, antes de finales de dicho siglo, vio el asentamiento de grupos de población longobarda.
Entre los testimonios más significativos referidos al periodo longobardo se pueden destacar dos ajuares de guerreros descubiertos respectivamente en Castelvint (Mel) y Moldoi di Sospirolo. Muy interesantes son también los ajuares funerarios hallados en el Agordino durante la segunda mitad del siglo XX, que atestiguan la pervivencia de asentamientos romanos en las áreas ocupadas por los longobardos durante los siglos VI-VII.

#### Medallas
La colección de medallas antiguas del Museo Civico di Belluno se compone de cerca de 1.000 piezas procedentes de legados, donaciones y depósitos estatales, pero también compradas en el mercado de antigüedades. El núcleo de la colección está constituido por la recopilación de Florio Miari, donada por su hijo Carlo en 1872 junto a un notable número de bronces, placas y varios objetos de arte, y constituida por al menos 400 piezas entre medallas antiguas, monedas de plata y bronce, en parte mezcladas con monedas adquiridas posteriormente. A este núcleo se añadió en los años setenta del siglo pasado el importante legado del doctor Alessandro Da Borso, cuyos ejemplares carecen de cualquier indicación de procedencia. Completan las dos colecciones los repertorios numismáticos provenientes de varias localidades de la provincia que documentan los hallazgos más significativos del territorio, como las dracmas vénetas descubiertas en 1878 durante las excavaciones en la necrópolis de Cavarzano, reconocidas gracias a que se conserva un diseño sobre cartulina de Osvaldo Monti.

#### Lapidario
El vestíbulo del Auditorium di Piazza Duomo recoge los monumentos romanos en piedra encontrados en Belluno y en el territorio bellunese, además de una serie de lápidas y fragmentos de monumentos funerarios, no siempre de procedencia local, que forman parte de la dispersa colección Pagani de Belluno.
Otros monumentos importantísimos para la reconstrucción de la historia de la ciudad están alojados por motivos de espacio en otras sedes. Es el caso del sarcófago de Gaio Flavio Ostilio Sertoriano, que se puede ver en el patio del Palazzo Crepadona, sede de la Biblioteca Civica, o de los fragmentos de decoración arquitectónica conservados bajo el pórtico del edificio del Collegio dei Giuristi, sede del Museo.

#### Donaciones
A partir de 1876, año de la donación de varias piezas de bronce por parte de Michele Leicht, el Museo Civico ha visto afluir a sus colecciones objetos provenientes sobre todo de descubrimientos ocasionales efectuados en todo el territorio de la provincia o adquiridos en el mercado de antigüedades con anterioridad a la entrada en vigor de las leyes para la protección de nuestro patrimonio cultural.
En la sección arqueológica se puede ver actualmente parte de la colección de jarrones etruscos que en 1977 Stefania Margola, viuda de Orsini, donó al Museo por deseo de su marido, que durante mucho tiempo había trabajado en la Camera di Commercio di Belluno y que había muerto ese mismo año en la ciudad. Los recipientes son casi todos de producción vulcente, tanto los etruscos-geométricos como la cerámica de impasto y los buccheri y jarrones etrusco-corintios. Sólo un plato es de producción ceretana.
Los jarrones etruscos-geométricos fueron producidos por artesanos de formación euboico-cicládica, que fundaron en Vulci talleres de cerámica geométrica en el tercer cuarto del siglo VIII a.C., con una producción que duró hasta después de la mitad del siguiente siglo. Las vasijas en bucchero son formas muy comunes en Vulci entre el último cuarto del siglo VII a.C. y mediados del siglo VI a.C. La producción etrusco-corintia, toda del siglo VI a.C., está presente con dos platos y una copita sobre pie.

## Distribución espacial por salas

### Planta baja
Actualmente el Museo acoge a los visitantes con una articulada exposición organizada por sectores. En la planta baja se exponen importantes hallazgos arqueológicos pertenecientes a toda la provincia, entre los cuales resulta de gran interés la tumba de un cazador descubierta en Val Cismon (BL) y datada a finales del Paleolítico Superior (hace 12.00 años), cuya fosa estaba recubierta por piedras pintadas en ocre rojo. Hay testimonios de la Edad del Hierro, constituidos en buena parte por descubrimientos procedentes de la excavación realizada en el siglo XIX de una necrópolis en las cercanías de Cavarzano (fíbulas, cuchillos y objetos de bronce) y de las excavaciones posteriores efectuadas en áreas limítrofes. Son también numerosos los hallazgos de época romana y de la alta Edad Media: hay que señalar los dos ajuares funerarios de época longobarda, encontrados respectivamente en Mel y en Sospirolo.

### Vestíbulo
La colección de lápidas romanas se encuentra alojada en el vestíbulo del cercano Auditorium Comunale: merece destacarse la base de piedra calcárea de Cansiglio de inicios del siglo III d.C. dedicada a Marco Carminio Pudente, que desempeñó importantes funciones administrativas, entre ellas las de patrono del Collegium de los dendrophori (dedicados al trabajo y el comercio de la madera) y fabri, y la estela funeraria, del siglo II d.C. de Tito Sertorio Próculo, que tuvo numerosos encargos políticos y religiosos en el municipium. Igualmente relevante es también el sarcófago de Flavio Ostilio y de su mujer Domizia del siglo III d.C., que se puede ver en el patio del Palazzo Crepadona, sede del Centro Culturale de la ciudad.

### Planta superior
Continuando con la descripción de la colección expuesta del Museo, en la planta superior del Palazzo dei Giuristi hay numerosas pinturas sobre lienzo y sobre tabla junto a frescos que ilustran de manera exhaustiva el arte pictórico bellunese desde el siglo XV hasta el siglo XX. De Jacopo da Montagnana (1440?-1499) y de Pomponio Amalteo (1505-1588) se conservan numerosos fragmentos de frescos que anteriormente decoraban la Caminata, sede de la antigua Comunità di Belluno, enteramente reconstruida y adaptada como Tribunale Provinciale entre 1838 y 1840. Se exhiben también algunas obras de Matteo Cesa (1425-1495), de Bartolomeo Montagna (1450-1523), de Palma il Giovane (1544-1628) y de Domenico Tintoretto (1560-1635). Son de gran valor los lienzos del siglo XVIII de Sebastiano Ricci (1659-1734), pintados para la casa Fulcis, como la Caduta di Fantone; obras pictóricas y gráficas de Marco Ricci; cuadros de Gaspare y Antonio Diziani, de Antonio Lazzarini y de Giuseppe Zais. Del pintor y patriota bellunese Ippolito Caffi (1809-1866), uno de los mayores paisajistas del siglo XIX italiano, están el lienzo Venezia con la neve y la notable vista de Belluno con il Monte Dolada. El Concerto bandistico di Piazza Campitello, di Alessandro Seffer (1832-1905), ofrece, en cambio, una sugestiva imagen de la plaza principal de Belluno a finales del siglo XIX.
Pertenecen a las colecciones del Museo también algunas esculturas, entre las cuales tienen un especial valor las del denominado “Miguel Ángel de la madera”, Andrea Brustolon (1662-1732), como el Crocefisso o la Cornice con putti. Del mismo artista se conservan también algunos bocetos en terracota y un corpus de dibujos preparatorios. De gran interés, en fin, son algunas colecciones expuestas sólo parcialmente en las salas: las tablillas votivas de la época comprendida entre los siglos XVIII y XIX, la colección Zambelli-Perale de porcelanas producidas por manufacturas italianas y europeas del siglo XVIII al XIX y la recopilación de joyas de orfebrería bellunese entre los siglos XIX y XX.
Está previsto el traslado de la pinacoteca del Museo al término de la restauración del Palazzo Fulcis, prestigioso edificio del siglo XVIII, para cuyas salas Sebastiano Ricci creó las obras maestras conservadas hoy en el Museo.
En sede aparte se encuentra la sección científica, colección formada por los ejemplares del Gabinetto Provinciale Naturalistico ed Industriale de 1837 y por los procedentes de las donaciones Catullo, Doglioni y Sandi, antes referidas, además de los que componen la colección mineralógica-paleontológica y de vegetales de Torquato Taramelli y de otros significativos hallazgos fósiles pertenecientes al territorio bellunese.

## Publicaciones
- LUCCO, Mª.: Catálogo del Museo Civico di Belluno I. dipinti, Vicenza, Neri Pozza Editore, 1983, pp. XIV, 77

- LUCCO, Mª.: Catálogo del Museo Civico di Belluno II. disegni, Comune di Belluno, 1989, pp. 367

- JESTAZ B e FRANCO T.: Catálogo del Museo Civico di Belluno. III. Le placchette e i piccoli bonzi. Le sculture, Cornuda (TV), Museo Civico di Belluno, 1997, pp 367

## Formularios
- https://web.archive.org/web/20140202213635/http://museo.comune.belluno.it/modulistica/

## Didáctica
- https://web.archive.org/web/20140202213647/http://museo.comune.belluno.it/didattica-2013-2014/

- Datos: Q16609865
- Multimedia: Museo Civico, Belluno / Q16609865